# Melinoessa subalbida
Timana subalbida là một loài bướm đêm trong họ Geometridae.